# Eucosma giganteana
Espèce
Eucosma giganteana, l’Eucosme géant[réf. nécessaire] est une espèce de papillons d'assez grande taille de la famille des Tortricidés.

## Répartition
On le trouve en Amérique du Nord, aux États-Unis de la Caroline du Nord à la Floride, en passant par le Minnesota, le Texas ; de la Pennsylvanie au Dakota du Nord et Dakota du Sud, dans le Wisconsin ou encore au Nouveau-Mexique.
Son envergure est de 34 à 38 mm.
Les adultes peuvent être observés en vol en janvier et d'avril à septembre.
Les larves se nourrissent des parties apicales (apex notamment) de Silphium perfoliatum, puis du rhizome ; et ce faisant elles peuvent faire des ravages dans les monocultures de cette plante parfois cultivée pour être ensuite méthanisée.

## Impacts agronomiques
Aux États-Unis, ce papillon peut infliger des dégâts considérables aux monocultures de Silphium perfoliatum,. Sa larve est la principale cause connue des dommages dans les monocultures de Silphie en Amérique.
On la retrouve dans toutes les situations (agronomiques et sauvages) ; elle a généralement des effets minimes sur les populations sauvages, où l'on note que les plantes « attaquées » par les chenilles se remettent mieux dans les sites semi-humides que dans les sites secs ; mais au début des années 2000, les études faites dans le Dakota du Sud et le Wisconsin, montraient que toutes les monocultures âgées de deux ans ou plus étaient infestées, avec des dégâts maximaux en début d'été. Selon Jhonson (2012), en condition de monoculture de sa plante-hôte, ce papillon peut entrainer une perte de près de 100 % des récoltes de semences, et une perte de 50 à 60 % de la biomasse récoltée.

## Cycle de vie
Les œufs, de forme allongée, sont pondus en rubans de 4 ou 5 mm, collés les uns aux autres, sur la plante.
Durant ses trois premiers stades larvaires, la chenille apprécie particulièrement les méristèmes apicaux de Silphium perfoliatum (y compris ceux des bourgeons floraux). Dans les monocultures de Silphium perfoliatum, Johnson (2012) trouvait de 35 à 60 chenilles par méristème ; chenilles qui, en telle quantité, tuent généralement l'apex de la plante, ce qui bloque sa croissance en hauteur. Comme la chenille attaque aussi les méristèmes des bourgeons, 100 % des fleurs (et donc des graines) peuvent être perdue (ce qui était le cas dans la plupart des monocultures étudiées par Johnson entre fin juin et fin juillet). Dans ces cas, la production de biomasse et alors divisée par deux.
Fin juillet-début août, la chenille quitte le haut de la plante où elle s'est alimentée pour descendre le long de la tige, pour s'enterrer à moins de 1,5 cm dans le sol au niveau du rhizome où elle passera l'hiver en s'en nourrissant.
C'est au début du printemps suivant, qu'elle se construira un cocon à l'intérieur du rhizome, qui donnera naissance à un imago plutôt dans la seconde quinzaine de juin. Cet insecte n'avait pas de parasites connus (en 2012), mais on observait un taux de mortalité des larves très important (≥ 98 % par plante).

## Classification
Le nom valide complet (avec auteur) de ce taxon est Eucosma giganteana (Riley, 1881),.
L'espèce a été initialement classée dans le genre Paedisca sous le protonyme Paedisca giganteana Riley, 1881.
Eucosma giganteana a pour synonymes :
- Eucosma giganteana minorata Heinrich, 1924
- Eucosma minorata Heinrich, 1924
- Paedisca giganteana Riley, 1881